# أرماند ديوتش
أرماند ديوتش (بالإنجليزية: Armand Deutsch)‏ هو منتج أفلام أمريكي، ولد في 25 يناير 1913 في شيكاغو في الولايات المتحدة، وتوفي في 13 أغسطس 2005 في لوس أنجلوس في الولايات المتحدة.

## وصلات خارجية
- أرماند ديوتش على موقع IMDb (الإنجليزية)
- أرماند ديوتش على موقع قاعدة بيانات برودواي على الإنترنت (الإنجليزية)
- أرماند ديوتش على موقع قاعدة بيانات الفيلم (الإنجليزية)